# Trio E.T.A.
Das deutsche Trio E.T.A., gegründet 2019 in Hamburg, besteht aus Elene Meipariani (Violine), Nadja Reich (Violoncello) und Till Hoffmann (Klavier). Inspiriert von dem Schriftsteller, Komponisten und Kritiker, hat sich das Trio nach E. T. A. Hoffmann benannt.

## Geschichte
Das Trio beschäftigt sich mit Werken aus der Klassik bis hin zur zeitgenössischen Musik. Neben den Meisterwerken für die Klaviertrio-Besetzung gilt ihr besonderes Interesse auch weniger gehörten, interessanten Neuentdeckungen. Im Jahr 2023 wird dem Trio E.T.A. ein Werk der Komponistin Isabel Mundry gewidmet werden.
Im Jahr 2021 gewann das Trio E.T.A. den Preis des Deutschen Musikwettbewerbs, den Sonderpreis der Rotary-Clubs Bonn sowie den Preis der Freunde junger Musiker Deutschland. 2022 erhielt das Trio den Walbusch-Preis der Jeunesses Musicales Deutschland.
Das Trio spielte 2021/22 unter anderem im Konzerthaus Berlin, beim Europäischen Kulturforum Mainau, im Beethoven-Haus in Bonn, bei den Weingartner Musiktagen und bei den Weilburger Schlosskonzerten. Die Debüt-CD des Ensembles mit Trios von Joseph Haydn, Bedrich Smetana und Roman Pawollek ist im Januar 2023 beim Leipziger Label Genuin erschienen.
Zahlreiche Radio- und Fernsehproduktionen folgten. Das Trio wurde 2020 in der NDR-Sendung „Podium der Jungen“ vorgestellt. Im Jahr 2022 werden eine Produktion für ARD Klassik mit Trios von Felix Mendelssohn Bartholdy und Dmitri Schostakowitsch sowie mehrere Konzertmitschnitte des SWR und BR gesendet. 2023 hat der SWR das Trio E. T. A. in sein auf drei Jahre angelegtes Förderprojekt „SWR2 – New Talent“ aufgenommen.
Mitglieder des Trio E.T.A. sind Preisträger mehrerer Wettbewerbe. Till Hoffmann gewann 2016 beim Tonali-Wettbewerb und 2019 beim Wettbewerb „Ton und Erklärung“. Nadja Reich war Akademistin der Deutschen Kammerphilharmonie Bremen und ist Preisträgerin des Göhner-Musikpreises Bern, des Migros-Kulturprozent Zürich sowie des Hindemithwettbewerbs Berlin. Elene Meipariani konzertierte unter anderem mit dem Stuttgarter Kammerorchester und dem Mariinsky-Orchester in Sälen wie der Laeiszhalle Hamburg, der Elbphilharmonie oder dem Mariinski-Theater.
Das Trio E.T.A. wird von der Studienstiftung des deutschen Volkes gefördert und erhält künstlerische Impulse von Dirk Mommertz, Eberhard Feltz, Priya Mitchell und Niklas Schmidt.